# Streblote finitorum
Streblote finitorum — вид метеликів родини коконопрядів (Lasiocampidae).

## Поширення
Вид поширений у тропічній Африці. Типовою країною-місцезнаходженням є Сомалі.